# Список футбольних клубів Ботсвани
Це список футбольних команд, які виступають у різних змаганнях чемпіонату Ботсвани.
- Ботсвана Дифенс Форс (Габороне)
- Ботсвана Міт Комішен (Лобаце)
- БР Хайлендер (Магалап'є)
- Габороне Юнайтед (Габороне)
- Грейт Норд Тайгерс (Франсістаун)
- ЕККО Сіті Грінс (Франсістаун)
- Екстеншен Ганнерс (Лобаце)
- Магалап'є Хотспурс (Магалап'є)
- Мапатшава (Серове)
- Маун Террорс (Маун)
- Могодішане Файтерс (Могодішане)
- Мотлакасе Пауер Динамос (Палап'є)
- Мочуді Баффалос (Мочуді)
- Мочуді Сентре Чіфс (Мочуді)
- Ніко Юнайтед (Селебі-Пхікве)
- Нотвейн (Габороне)
- Орапа Бакс (Орапа)
- Орапа Вондерерс (Орапа)
- Пелап'є Юнайтед (Пелап'є)
- Поліс XI (Оце)
- Сатмос ФК (Селебі-Пхікве)
- Суа Фламінгос (Сова)
- ТАСК (Франсіставн)
- Тауншип Роллерс (Габороне)
- ТАФІК (Франсіставн)
- Тлоквенг Юнайтед (Тлоквенг)
- Тонота ФК (Тонота)
- Уніао Фламенго Сантос (Селебі-Пхікве)
- Феррі Вондерерс (Чобе)